# اس‌ام یوبی-۱۱۶
اس‌ام یوبی-۱۱۶ (به انگلیسی: SM UB-116) یک زیردریایی است که طول آن ۵۵٫۳ متر (۱۸۱ فوت) می‌باشد. این زیردریایی در سال ۱۹۱۷ ساخته شد.